# Nitrile
Ne doit pas être confondu avec Nitryle.
Voir Butadiène-acrylonitrile pour le « caoutchouc nitrile »

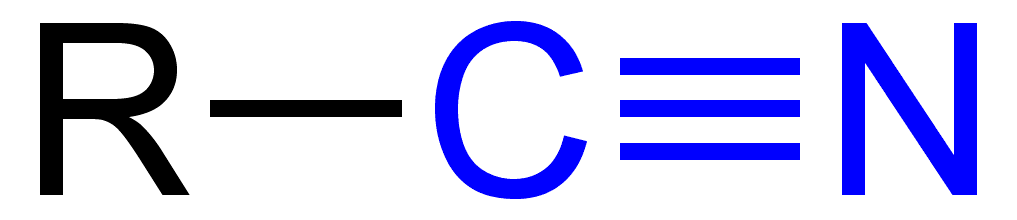
Nitrile

Le groupement nitrile correspond à ≡N (-C≡N est le groupe cyano ou carbonitrile) et les règles IUPAC de dénomination des nitriles sont claires : par exemple,

- CH3-C≡N est l'acétonitrile ou éthanenitrile ou cyanométhane
- CH3CH2-C≡N est le propanenitrile ou le cyanoéthane
- CH2=CH-C≡N est l'acrylonitrile ou 2-propènenitrile ou cyanoéthène
- C6H5-C≡N est le benzonitrile (pas phénonitrile) ou cyanobenzène

Les nitriles font partie de la famille des dérivés d'acides carboxyliques. Certains d'entre eux sont toxiques.

## Synthèse
Très nucléophile, le groupement cyano est facilement introduit par des réactions de substitution nucléophile de l'ion cyanure, par exemple sur des hydrocarbures halogénés :

{\displaystyle \mathrm {CH} _{3}\mathrm {\color {Red}X} +\mathrm {\color {Blue}CN} ^{-}\longrightarrow \mathrm {CH} _{3}\mathrm {\color {blue}CN} +\mathrm {\color {Red}X} ^{-}}

Cette réaction permet d'augmenter d'une unité la longueur de la chaîne carbonée. 
Une autre voie d'obtention un peu plus complexe passe par la déshydratation de l'amide correspondante en présence d'un déshydratant, {\displaystyle P_{4}O_{10}}

## Réactivité
Par hydrolyse acide (longue et à chaud), un nitrile donne un acide carboxylique et de l'ammoniac.
Par réduction, il donne une amine ou un aldéhyde.
Ces réactions peuvent être utilisées pour l'homologation (allongement d'un atome de la chaîne carbonée) des amines primaires, via les réactions suivantes :
- méthylation de l'amine primaire en ammonium quaternaire
- substitution par l'ion cyanure et perte de trialkylamine
- réduction du nitrile.

## Toxicité
Les nitriles s'hydrolysent lentement dans l'organisme, donnant rarement l'anion C≡N− qui est toxique (cyanure). Ordinairement, l'hydrolyse des nitriles donne des amides qui s'hydrolysent rapidement en acides carboxyliques et en ions ammonium.
RCN + H+ {\displaystyle \Longleftrightarrow } RCNH+
puis lentement
RCNH+ + H2O {\displaystyle \Longleftrightarrow } RCONH2 + H+
puis l'amide est hydrolysé trop vite pour être isolée.
RCONH2 + H+ {\displaystyle \Longleftrightarrow } RCONH3+
RCONH3+ + H2O {\displaystyle \longrightarrow } RCOOH + NH4+
Le groupe cyanure se lie à un groupe alkyle ou aryle. Dans le cas des nitriles comme l'acétonitrile ou le polyacrylonitrile, le groupe cyanure est assez lié pour ne plus attaquer le fer car il n'y a pas de groupes qui fourniraient des électrons pour compenser le départ du cyanure.
Cependant dans les cyanohydrines, l'oxygène de la fonction alcool perd facilement son proton acide et la paire d'électrons ainsi libérée peut devenir la liaison pi du groupe carbonyle (CO). L'anion cyanure part alors avec la paire d'électrons qui le liait au carbone du carbonyle.
Par exemple les pépins de certains fruits doivent leur amertume à cette réaction.